# Święty Benedykt (męczennik)

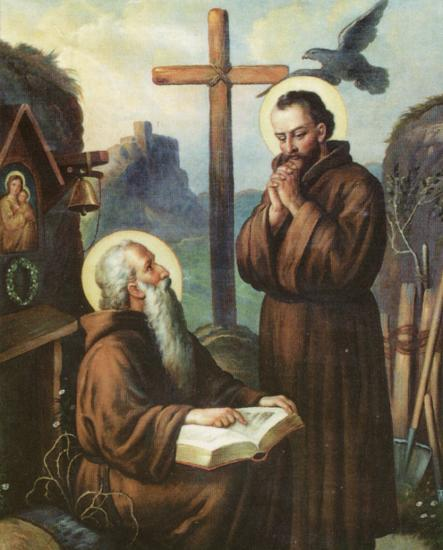
Benedykt ze swoim nauczycielem Andrzejem Świeradem

Święty Benedykt, męczennik (zm. ok. 1037 na Skałce, nad Wagiem, k. Trenczyna) – uczeń i towarzysz św. Andrzeja Świerada, eremita, męczennik i święty Kościoła katolickiego.

## Życiorys
Źródłem wiedzy o jego życiu jest opis powstały ok. 1064 roku, autorstwa bp. Maurusa powstały na podstawie relacji św. Benedykta. Święty Benedykt prowadził życie pustelnicze wraz ze św. Andrzejem już w Tropiu, a następnie wyruszyli do benedyktyńskiego klasztoru św. Hipolita na górze Zobor nad Nitrą.
Inni utrzymują, że św. Benedykt był Słowakiem, a pustelnicy spotkali się dopiero w benedyktyńskim opactwie na górze Zobor w ówczesnym Królestwie Węgier). Benedykt był przydzielony jako uczeń św. Andrzeja do pustelni, gdzie ćwiczyli się w ascezie i pracy przy karczowaniu lasów. Na każdą sobotę i niedzielę wracali do wspólnoty klasztornej. Po śmierci Świerada Benedykt kontynuował życie pustelnicze przez trzy lata. Pewnego dnia napadli na niego półdzicy rozbójnicy, zawlekli w okolice Skałki koło Trenczyna, zabili a ciało wrzucili do Wagu. Legenda głosi, że przyleciał wtedy olbrzymi orzeł, który strzegł ciała przez cały rok, a gdy mnisi je znaleźli było w stanie nienaruszonym.
Pochowano go obok św. Andrzeja Świerada w opackim klasztorze.

## Kult
Około 1064 roku, Benedykt i Świerad zostali uroczyście proklamowani przez biskupów Węgier świętymi. Wtedy zapewne przeniesiono ich ciała z klasztoru na górze Zobor do katedry w Nitrze, gdzie spoczywają.
Obaj święci są pierwszymi Polakami, wyniesionymi do chwały ołtarzy przez Grzegorza VII. 
Kult świętych ogłosił legat papieski na synodzie węgierskim w Ostrzyhomiu w 1083 roku.
Patronat
Święty jest patronem diecezji nitrzańskiej i tarnowskiej.
Dzień obchodów
Wspomnienie liturgiczne św. Benedykta w Kościele katolickim obchodzone jest 13 lipca, razem ze św. Świeradem. 
W diecezji tarnowskiej ma rangę wspomnienia obowiązkowego.
Na Słowacji wspomnienie świętych obchodzone jest 17 lipca. Taką datę (17 lipca) zapisano wcześniej w Brewiarzu krakowskim w 1427 roku.
Kult obu świętych jest żywy w Polsce i na Słowacji.
Relikwie
Ich relikwie znajdują się w srebrnej trumnie w kaplicy św. Barbary w katedrze św. Emerama w Nitrze.
Ikonografia
W ikonografii często ukazuje się obu świętych razem.